# Haruriyya
Le Haruriyya (arabe : الحرورية) était une secte de l'Islam apparue durant les califes bien guidés (632-661 apr. J.-C.) nommé ainsi d'après le nom de son fondateur Habīb ibn-Yazīd al-Harūrī. Le Haruriyya était l'une des branches du Kharidjisme. Bien que partisan dans un premier temps d'Ali, le gendre du dernier prophète de l'Islam Mahomet, les partisans de cette secte se retournèrent contre lui comme les autres membres du mouvement kharidjisme lorsque ce dernier accepta de se soumettre à un arbitrage humain concernant le leadership de l'Islam (alors qu'ils estimaient qu'Ali, en tant que gendre du prophète, était intrinsèquement le seul être légitime à guider l'Oumma),,. 
Ce mouvement n'aurait subsisté que quelques siècles.